# Сарычев, Валерий Константинович
Вале́рий Константи́нович Са́рычев (корейское имя Син Ый Сон, Шин Уй Сон (кор. 신의손) — Рука бога; 12 января 1960, Душанбе, Таджикская ССР, СССР) — футбольный вратарь; тренер. Имеет российское и южнокорейское (с 1999) гражданства. Мастер спорта СССР.

## Биография
Воспитанник СДЮШОР «Трудовые резервы» Душанбе. Первый клуб — команда первой лиги «Памир» Душанбе. В 1981 году перешёл в ЦСКА, где получил травму обеих рук.
С 1982 по 1991 годы играл в московском «Торпедо», в составе которого дважды стал бронзовым призёром чемпионата СССР (1988, 1991). Запомнился хорошей игрой на выходах (завладение мячом в падении в ногах нападающих и на «втором этаже») и в створе ворот, прыгучестью, выбором позиции при выполнении соперником угловых и штрафных ударов.. В своём последнем матче за Торпедо сыграл 100-й «сухой» матч в зачёт Клуба Льва Яшина, согласно последним правилам родоначальника Клуба Николая Жигулина. Но так как последние нововведения не были официально утверждены то он не был принят в состав Клуба, хотя возможны изменения. Но при этом он стал единственным вратарём который сыграв 100-й «сухой» матч, больше не сыграл ни одной секунды игрового времени в советской (да и российской тоже) составляющей.
По окончании сезона 1991 года Сарычев, через «Совинтерспорт», поехал на просмотр в Южную Корею с расчётом отыграть пару лет перед завершением карьеры, где в итоге подписал контракт с «Соннам Ильва Чунма». В первый же год команда поднялась с предпоследнего места на второе, а игра Сарычева вызвала полный восторг у руководства и болельщиков клуба. В 1993—1995 годах клуб «Соннам Ильва Чунма» стал трёхкратным чемпионом Кей-лиги, а Сарычев принял решение продолжить карьеру.
В связи с тем, что к концу 1990-х большинство вратарей клубов К-лиги являлись иностранцами, был введён запрет на нахождение в составах команд иностранных голкиперов. В 1999 году Сарычев сдал экзамены и получил южнокорейское гражданство, а также корейское имя Син Ый Сон, что означает Рука Бога. В 2000 году рассматривался в качестве кандидатуры на участие в чемпионате мира от сборной Кореи, несмотря на один товарищеский  матч, проведённый за Таджикистан 24 августа 1997 года против сборной Южной Кореи.
– В 1997-м вы сыграли за сборную Таджикистана, потому что матч проходил в Южной Корее?
– Да, там вообще комедия была. В отборочной группе Корея соперничала с узбеками, решила, что таджики играют в схожем стиле, и пригласила их на товарищеский матч. Прилетает сборная Таджикистана и звонит мне: «Российские клубы не отпустили игроков. У нас только семь футболистов, среди них два вратаря». – «Вы с ума сошли? Это все-таки матч под эгидой ФИФА. По ТВ покажут». – «Вот и выручай. Надо сыграть». Пришлось выйти. Я встал в ворота, один из вратарей играл в атаке, также в составе сборной Таджикистана вышли массажист, второй тренер лет пятидесяти и администратор. Мы еще и гол забили – проиграли 1:4.
В 2005 году, в 45 лет, закончил карьеру игрока и стал тренером. Основал первую в Корее школу вратарей. С 2009 года — тренер молодёжной (U-20) сборной Кореи.
Дочь живёт в Канаде, сын — в США.

## Достижения

### Командные
- Двукратный бронзовый призёр чемпионатов СССР (1988, 1991).
- Обладатель Кубка СССР (1986).
- Четырёхкратный чемпион Кореи (1993, 1994, 1995, 2000).
- Победитель Adidas Cup (1992).
- Победитель Кубка чемпионов азиатских стран (1996).
- Победитель Суперкубка Азии (1996).
- Победитель Межконтинентального кубка Азии и Африки (1996).

### Личные
- Лучший вратарь СССР (1991).[6]
- В списке 33 лучших футболистов сезона в СССР (1): № 3 — 1990.